# Nathan Outteridge
Nathan Outteridge, född 28 januari 1986 i Waratah, är en australiensisk seglare. I världsmästerskapet i 49er vann han tillsammans med Ben Austin en bronsmedalj år 2007 och en guldmedalj år 2008. Tillsammans med Iain Jensen vann han ytterligare tre VM-guld år 2009, 2011 och 2012 samt VM-silver år 2010 och 2015. Outteridge och Iain Jensen vann även guld i 49er-klassen i olympiska sommarspelen 2012 i London och silver vid olympiska sommarspelen 2016 i Rio de Janeiro.